# Imperator Nikolaj I
Imperator Nikolaj I. (rusky Император Николай I) byla bitevní loď třídy Imperator Alexandr II. ruského carského námořnictva postavená pro baltské loďstvo koncem 80. let 19. století. V roce 1892 se v New Yorku zúčastnila oslav 400. výročí objevení Ameriky. V říjnu 1893 navštívila Toulon jako součást středomořské eskadry. Během první čínsko-japonské války se přemístila do Tichého oceánu a v Tichomoří zůstala až do konce roku 1896, kdy se vrátila ke středomořské eskadře a během vzpoury na Krétě podporovala ruské zájmy. V dubnu 1898 se vrátila do Baltu a před návratem do Středomoří v roce 1901 prodělala dlouhé opravy, při kterých vyměnili veškeré vybavení.
Během rusko-japonské války sloužil Imperator Nikolaj I. v Baltském moři a na konci roku 1904 byl znovu opraven, aby sloužil jako vlajková loď třetí tichomořské eskadry pod vedením kontradmirála Nikolaje Něbogatova. Během bitvy u Cušimy byl mírně poškozen a následující den se spolu s většinou třetí tichomořské eskadry vzdal Japoncům. Byl zařazen do japonského císařského námořnictva pod novým jménem Iki (壱 岐). Až do roku 1910 sloužil jako cvičná loď pro nácvik dělostřelby a poté se stal pobřežní bitevní lodí první třídy a cvičnou lodí. V říjnu 1915 byl potopen jako cílová loď.